# Немогућа љубав
Немогућа љубав (тур. Hercai) је турска љубавно-драмска телевизијска серија са главним улогама које тумаче Акин Акинозу, Ебру Шахин, Ајда Аксел, Серхат Тутумлуер, Гулчин Сантирџиоглу, Маџит Сонкан, Оја Унустаси и Ахмет Тансу Ташанлар. Премијерно се приказује од 15. марта 2019. године на каналу ATV.
У Србији се приказивала од децембра 2019. до маја 2022. године на РТВ Пинк, титлована на српски језик.

## Радња
Рејан је унука Насуха Шадоглуа, главе породице једне од најмоћнијих породица у Мидјату. Иако су Рејанин отац Хазар и стриц Џихан моћни, прави вођа је Насух. Насух стално малтретира Рејан, више је наклоњен њеној рођаци Јарен, зато што Рејан није његова права унука.
Рејанина судбина се мења оног дана када одлази на јахање, при чему јој се укрсте путеви са Мираном, наследником породице Асланбеј. Налетевши на Миранов аутомобил, коњ се уплаши и збацује Рејан са седла. Том приликом, Миран се лудо заљуби у Рејан и жели да је ожени, што код Јарен проузрокује бес и жељу да уништи Рејан, будући да сматра да јој је преотела човека кога воли.
Венчање се убрзо одиграва, пролази прва брачна ноћ. Међутим, Миран оставља Рејан након прве брачне ноћи, иако је заљубљен у њу. Главни разлог због чега је то урадио је освета породици Шадоглу зато што је Рејанин отац убио Миранове родитеље годинама раније, подстакнут својом баком као идејним творцем освете.

### Друга сезона
Дешава се расплет тако што се напокон открива права истина о прошлости. Миран сазнаје ко му је у ствари биолошки отац, као и Рејан. Насух проналази своју давно изгубљену љубав, и мајку свог једног сина. На челу породице Асланбеј долази Фисун Асланбеј, најмлађа сестра Азизиног покојног мужа која ће бити спремна да се освети Азизе и њеној новој породици Шадоглу.
Миран и Рејан ће морати да преброде многобројне препреке, не би ли њихова љубав била могућа…

## Сезоне
| Сезона | Сезона | Број епизода | Приказивање у Турској                       | Приказивање у Србији                           |
| ------ | ------ | ------------ | ------------------------------------------- | ---------------------------------------------- |
|        | 1      | 12 (1—12)    | 15. март 2019 — 31. мај 2019. (АТВ)         | 23. децембар 2019 — 3. фебруар 2020 (РТВ Пинк) |
|        | 2      | 26 (13—38)   | 20. септембар 2019 — 27. март 2020. (АТВ)   | 3. фебруар 2020 — 7. август 2020. (РТВ Пинк)   |
|        | 3      | 31 (39—69)   | 18. септембар 2020. — 25. април 2021. (АТВ) | 8. јануар 2022 - 1. мај 2022. (РТВ Пинк)       |

## Улоге
| Глумац                     | Улога                        | Епизода     |
| -------------------------- | ---------------------------- | ----------- |
| Акин Акинозу               | Миран Асланбеј               | 1—69        |
| Ебру Шахин                 | Рејан Шадоглу                | 1—69        |
| Ајда Аксел                 | Азизе Асланбеј /Ајше Шадоглу | 1—69        |
| Ајшегул Гунај              | Фисун Асланбеј               | 47—68       |
| Серхат Тутумлуер           | Хазар Шадоглу                | 1—65        |
| Гулчин Сантирџиоглу        | Султан Асланбеј              | 1—50        |
| Маџит Сонкан               | Насух Шадоглу                | 1—69        |
| Оја Унустаси               | Гонул Асланбеј               | 1—65        |
| Ахмет Тансу Ташанлар       | Азат Шадоглу                 | 1—65        |
| Гувен Хокна                | Шукран Дегимерџи             | 24—65       |
| Сердар Озер                | Џихан Шадоглу                | 1—69        |
| Гулчин Хатихан             | Хандан Шадоглу               | 1—69        |
| Фериде Четин               | Зехра Шадоглу                | 1—29; 39-69 |
| Илај Еркок                 | Јарен Шадоглу                | 1—69        |
| Џахит Гок                  | Фират Демиралп               | 1—69        |
| Дујгу Јетиш Еда Башламишли | Елиф Асланбеј                | 4—38 1—3    |
| Гунеш Хајат                | Есма Демиралп                | 1—69        |
| Ахмет Кајакесен            | Харун Бакирџиоглу            | 26—54       |
| Ајдан Бурхан               | Ханифе Дербент               | 1—44        |
| Асли Самат                 | Мелике Аштутан               | 1—69        |
| Ебрар Алија Демирбилек     | Гул Шадоглу                  | 1—29; 69    |
| Инџи Шен                   | Нигар Катарџи                | 1—29        |
| Атила Пекдемир             | Јусуф                        | 13—35       |
| Зухал Јалчин               | Асије                        | 35—69       |
| Ајдан Таш                  | Шехријар Ташкин              | 5—9; 12—25  |
| Сарп Икилер                | Џанер Катарџи                | 8—17        |
| Ејлем Танривер             | Кериман Четин                | 1—9         |
| Гокхан Јавуз               | Риза Демир                   | 1—16        |
| Емрулах Омај               | Махмут                       | 3—69        |
| Бурак Тамдоган             | Филипос                      | 23; 29-30   |
| Шехсувар Акташ             | Шехмуз                       | 34-35       |
| Алпер Туреди               | Омер                         | 33          |
| непознато                  | Ајла                         | 33          |
| Ибрахим Калаџиоглу         | Мустафа                      | 33          |
| Ферзан Хекимоглу           | Денис                        | 33          |
| Рана Џабар                 | Габријел                     | 23          |
| Халдун Бојсан              | Хашмет                       | 13          |